# Paolo Soprani
Paolo Soprani est une entreprise de fabrication d'accordéons basé à Castelfidardo. La compagnie tire son nom de son fondateur, Paolo Soprani (Recanati 1844- Castefidardo 1918) qui a commencé à construire des accordéons en 1863.

## Histoire

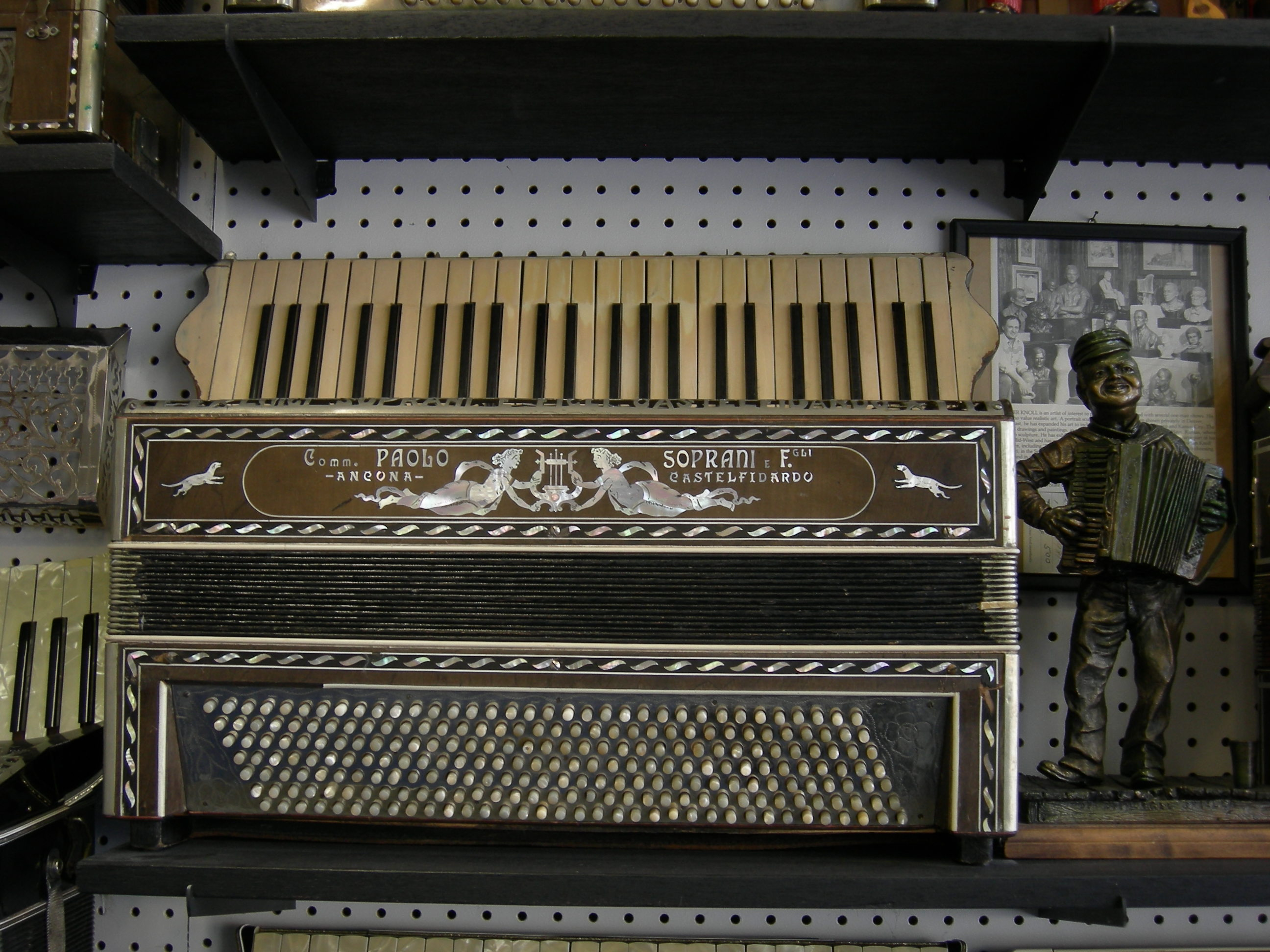
Ancien accordéon d'une collection de Seattle

C'est à la suite de la rencontre de Paolo Soprani, fils d'une humble famille paysanne de Castelfidardo et d'un pèlerin dirigé vers la Sainte Maison de Lorette que le jeune homme a connu l'accordéon. Après avoir obtenu un instrument, le jeune Paolo, intrigué par son fonctionnement, le démonte et le réassemble afin d’apprendre le processus. Ainsi a débuté, dans le sous-sol de sa maison natale et avec ses frères, sa propre production d’accordéons vendus sur les marchés des villes voisines.
C’est à la fin du XIXe siècle que l’industrie de l’accordéon a connu une forte expansion également sur d’autres continents, grâce notamment à l'émigration italienne en Amérique du Sud et en Amérique du Nord. À la fin du siècle, Castelfidardo comptait 13 fabricants d’accordéons, dont certains avaient été fondés par les frères de Paolo Soprani, qui avaient créé leur propre entreprise. Le seul Paolo Soprani, aidé de ses fils Luigi et Achille, employait 400 personnes.
En 1900, Paolo Soprani participa à la foire de Paris où il devint membre honoraire de l'Académie des inventeurs de Bruxelles et de Paris.
En 1910, un recensement industriel a vu la société de son frère, Septimius Soprani, s'imposer en volume de production.
Paolo Soprani est décédé le 20 février 1918 à l'âge de 73 ans, laissant la société à ses fils, qui ont poursuivi la production.
En 2013, la Poste slovène a dédié un timbre spécial à Paolo Soprani à l'occasion du 150e anniversaire de la naissance de l'industrie de l'accordéon.

## notes
1. 1 2  Sandro Strologo, Per una storia della Farfisa, Comune di Camerano, Comune di Numana, Comune di Castelfidardo, Provincia di Ancona, 2009
2. 1 2  « Storia della Paolo Soprani sul sito della ditta » [archive du 14 juillet 2014] (consulté le 9 juin 2014)
3. ↑  Francobollo sloveno a Paolo Soprani, dalla rivista Nuova Fisa-Armonica, anno 1 Numero 1

## bibliographie
- Sandro Strologo, Per una storia della Farfisa, Comune di Camerano, Comune di Numana, Comune di Castelfidardo, Provincia di Ancona, 2009
- Beniamino Bugiolacchi (fondateur du Musée international de l'accordéon). "Artisans du son", Guide du musée de l'accordéon.